# Сільшур-Вож
Сільшу́р-Вож (Сільшур-Вош; рос. Сильшур-Вож) — присілок в Якшур-Бодьїнському районі Удмуртії, Росія.
Населення — 12 осіб (2010; 12 в 2002).
Національний склад (2002):
- удмурти — 100 %